# Центр мистецтв Андерсон Ранч
Anderson Ranch Arts Center — некомерційна мистецька організація, заснована в 1966 році в Сноумасс-Віллідж, штат Колорадо . У червні, липні, серпні, вересні та січневому інтенсиві центр проводить програму резиденції художників та літні майстер-класи.

## Про центр
Кампус займає п'ять акрів площі з робочими студіями в історичних будівлях для кераміки, живопису, гравюри, малювання, фотографії, скульптури, виготовлення меблів і деревообробки, а також цифрової лабораторії виготовлення, бібліотеки, кафе, галереї та лекційного залу. Ранчо запрошує художників, критиків і кураторів цілий рік.
Протягом року на Ранчо Андерсона проводиться багато публічних заходів, таких як Літня серія: Вибрані художники та бесіди, Аукціони в обідній час, Лекції для гостьових викладачів, Щорічний аукціон мистецтва та Вечеря з нагородженням, а також виставки в приміщенні та на відкритому повітрі. Художній музей Аспена та Інститут Аспена з ранчо Андерсон утворюють тріо значних мистецьких закладів у долині Роринг-Форк .

## Історія
Художній центр, розташований у Скелястих горах за 8 миль на захід від Аспена, штат Колорадо, спочатку був робочим ранчо, заснованим наприкінці 19 століття шведськими іммігрантами. У цих будівлях жила родина Хілдур Хоаглунд Андерсон, яка народилася в Аспені в 1907 році та була наймолодшою дитиною в сім'ї. У 1966 році художник-кераміст Пол Солднер заснував на території ранчо Anderson Ranch як спільноту для митців. Серед перших учасників були Денніс Хоппер, Саллі Манн, Деніел Роудс, Джим Ромберг, Тосіко Такаезу, Джеймс Серлз і Шармен Локк. Центр став некомерційним у 1973 році, а у 1985 році запровадив програму резиденції для художників.
Програма кераміки має давні мистецькі зв'язки з коледжем кераміки штату Нью-Йорк при Університеті Альфреда, а програма меблів і деревообробки має подібну творчу історію з університетом штату Сан-Дієго та RISD . Серед викладачів минулого літа були Мікалін Томас, Кетрін Опі, Джуді Пфафф і Венді Маруяма та багато інших.
З 1978 року Anderson Ranch Editions публікує обмежені тиражі гравюри, літографії, ксилографії та шовкографії з запрошеними художниками, зокрема Стівом Локком, Томом Саксом, Ніною Качадоріан, Дороном Ленгбергом і Лорі Андерсон. Одна з літографій, створених Андерсон з Bud Shark на Anderson Ranch, стала обкладинкою для її другого студійного альбому Mister Heartbreak, випущеного в 1984 році.
З 2019 року в арт-центрі працює куратор-резидент. З 2019 по 2021 рік першим куратором була Гелен Моулсворт . Дуглас Фогл був куратором-резидентом у 2022—2023 роках. У садах скульптур на кампусі представлені роботи Ісаму Ногучі та Санфорда Біггерса .

## Міжнародна артистична премія
З 1997 року International Artist Award присуджується всесвітньо визнаним художникам, які демонструють найвищий рівень мистецьких досягнень і чия кар'єра істотно вплинула на сучасне мистецтво. Серед минулих нагороджених:

* 2024: Charles Gaines
- 2023: Christian Marclay
- 2022: Yinka Shonibare
- 2021: Simone Leigh
- 2019: Nick Cave
- 2018: Ai Weiwei
- 2017: Wangechi Mutu
- 2016: Carrie Mae Weems
- 2015: Frank Stella
- 2014: Theaster Gates
- 2013: Bill Viola
- 2012: Kara Walker
- 2011: Laurie Simmons & Carroll Dunham
- 2010: Betty Woodman & George Woodman
- 2009: Cindy Sherman
- 2008: George Condo
- 2007: Enrique Martínez Celaya
- 2005: Vik Muniz
- 2004: Laurie Anderson
- 2003: Maya Lin
- 2002: Elizabeth Murray & Robert Holman
- 2001: Christo & Jeanne-Claude
- 2000: Peter Voulkos
- 1999: Betye Saar
- 1998: Sam Maloof
- 1997: Paul Soldner